# Dorothy's grassluiper
De Dorothy's grassluiper (Amytornis dorotheae) is een zangvogel uit de familie Maluridae (elfjes). Deze vogel is genoemd naar de dochter van de Australische ornitholoog Henry Luke White. 

## Verspreiding en leefgebied
Deze soort is endemisch in het noorden van Australië in het noordoosten van het Noordelijk Territorium en het noordwesten van Queensland.

## Status
De grootte van de populatie wordt geschat op 11.000 volwassen vogels. Aangenomen wordt dat de populatie sterk is gedaald door natuurbranden. Op de Rode lijst van de IUCN heeft deze soort daarom de status kwetsbaar.